# John Debney
John Debney (nascut 18 august 1956) este un compozitor american de muzică de film. A primit o nominalizare la premiile Oscar pentru coloana sonoră a filmului lui Mel Gibson, The Passion of the Christ (Patimile lui Hristos). De asemenea, a compus muzica pentru filmul Cutthroat Island, care a fost laudată de criticii de muzică drept un exemplu notabil al muzicii pentru filmele de capă și spadă.

## Viața și cariera
Fiul producătorului studiourilor Disney, Louis Debney (Zorro, The Mickey Mouse Club), John s-a născut în Glendale, California, unde a început să ia lecții de chitară la vârsta de șase ani și a cântat în formații rock în timpul facultății. Debney și-a obținut licența în compoziție la Institutul Californian de Arte în 1979. La două săptămâni de la absolvire, a obținut o slujbă în departamentul de copiere al studioului Disney. Într-o zi, Buddy Baker l-a observat și l-a pus să realizeze aranjamente muzicale ce vor fi folosite mai târziu pentru diferite pavilioane și atracții la EPCOT (la Disney World în Florida). După trei ani petrecuți la Disney, a început să învețe de la compozitorul pentru televiziune Mike Post. Debney și-a aprofundat cunoștințele lucrând pentru compozitorul studiourilor Hanna-Barbera, Hoyt Curtin. După aceea, Debney a început să compună muzică pentru televiziune, printre proiectele sale numărandu-se Star Trek: The Next Generation, Star Trek: Deep Space Nine, seaQuest DSV, A Pup Named Scooby-Doo, The Further Adventures of SuperTed și Dink, the Little Dinosaur. La începutul anilor 1990 Debney a început să compună muzica pentru filme independente și atracții de la Disneyland. În 1991, Debney a compus muzica pentru Phantom Manor de la Disneyland Paris. În 1993 a compus prima sa coloană sonoră pentru un film de studio, comedia Disney Hocus Pocus cu Bette Midler.
De atunci, Debney a compus muzica pentru numeroase filme, inclusiv Iron Man 2, The Passion of the Christ, Bruce Almighty, Elf, Sin City, Chicken Little, Liar Liar, Spy Kids, The Emperor's New Groove, The Scorpion King, The Princess Diaries și Predators.

## Nominalizări și premii

### Premiile Oscar
- 2005 - The Passion of the Christ

### Premiile Emmy
- 1997
  - The Cape (cea mai bună muzică pentru o serie)
  - The Cape (cea mai bună temă principală)
- 1994 - SeaQuest 2032
- 1991 - The Young Riders
- 1990 - The Young Riders

## Filmografie
- 2012 - The Three Stooges
- 2011
  - New Year's Eve
  - Dream House
  - The Double
  - The Change-Up
  - No Strings Attached
  - A Thousand Words
- 2010
  - Yogi Bear
  - Machete (colaborare)
  - Iron Man 2
  - Predators
  - Valentine's Day
- 2009
  - Old Dogs
  - The Story of Soraya M.
  - Aliens in the Attic
  - Hannah Montana: The Movie
  - A Thousand Words
  - Hotel for Dogs
- 2008
  - The Mummy: Tomb of the Dragon Emperor (muzică adițională)
  - My Best Friend's Girl
  - Meet Dave
  - Swing Vote
- 2007
  - Evan Almighty
  - Spider-Man 3 (muzică adițională)
  - Georgia Rule
  - Lair (joc video)
- 2006
  - Everyone's Hero
  - Idlewild
  - Barnyard
  - The Ant Bully
- 2005
  - Sin City (colaborare)
  - Chicken Little
  - Zathura
  - The Pacifier
  - The Adventures of Sharkboy and Lavagirl in 3-D (colaborare)
  - Cheaper by the Dozen 2
  - Dreamer: Inspired by a True Story
  - Keeping Up with the Steins
- 2004
  - The Passion of the Christ
  - Spider-Man 2 (muzică adițională)
  - The Princess Diaries 2: Royal Engagement
  - Christmas with the Kranks
  - Raising Helen
  - The Whole Ten Yards
  - Welcome to Mooseport
- 2003
  - Bruce Almighty
  - Elf
  - The Hot Chick
  - Most
  - Looney Tunes: Back in Action (muzică adițională)
- 2002
  - The Scorpion King
  - Dragonfly
  - Snow Dogs
  - Spy Kids 2: The Island of Lost Dreams (colaborare)
  - The Tuxedo
  - Haunted Mansion Holiday
- 2001
  - The Princess Diaries
  - Spy Kids
  - Jimmy Neutron: Boy Genius
  - Cats & Dogs
  - Heartbreakers
  - See Spot Run
- 2000
  - The Emperor's New Groove
  - The Replacements
  - Michael Jordan to the Max
  - G-Saviour
- 1999
  - End of Days
  - Inspector Gadget
  - The Adventures of Elmo in Grouchland
  - Dick
  - My Favorite Martian
  - Lost & Found
- 1998
  - Paulie
  - I'll be Home for Christmas
- 1997
  - Liar Liar
  - I Know What You Did Last Summer
  - The Relic
- 1996
  - Carpool
  - Doctor Who
- 1995
  - Cutthroat Island
  - Houseguest
- 1994
  - Little Giants
  - White Fang 2: Myth of the White Wolf
- 1993
  - Hocus Pocus
  - The Halloween Tree
- 1990 - Jetsons: The Movie

1. ↑  John Debney, SNAC, accesat în 9 octombrie 2017
2. ↑  „John Debney”, Gemeinsame Normdatei, accesat în 9 aprilie 2014
3. ↑  Hans Perk[*] (14 mai 2010),  http://afilmla.blogspot.de/2010/05/prod-2006-dumbo-xxi_14.html, accesat în 10 mai 2017 Lipsește sau este vid: |title= (ajutor)